# Hudoklin
Hudoklin je priimek v Sloveniji, ki ga je po podatkih Statističnega urada Republike Slovenije na dan 1. januarja 2010 uporabljalo 259 oseb.

## Znani nosilci priimka
- Alenka Hudoklin Božič (1935—2014), fizičarka, strok. za zanesljivost in varnost računalniških in informacijskih sistemov, univ. profesorica
- Andrej Hudoklin (*1959), biolog, jamar?, naravovarstvenik - bobri...
- Domen Hudoklin, strokovnjak za higrometrijo (meritve vlažnosti)
- Franc Hudoklin (*1961), politik, župan občine Šentjernej
- Frančišek Hudoklin (1863—1886), pesnik
- Jelka Hudoklin, krajinska arhitektka
- Josip Hudoklin (1866—?),podobar
- Mateja Hudoklin, klinična psihologinja (Svetovalni center za otroke in mladostnike)
- Radoje Hudoklin (1896—1956), kipar, restavrator, prof. za likovno tehnologijo
- Samo Hudoklin, biolog celice (MF UL)
- Vida Hudoklin Šimaga (1926—2004), restavrarorka, prof. za likovno tehnologijo